# Hornellia (Hornellia) whakatane
Hornellia (Hornellia) whakatane is een vlokreeftensoort uit de familie van de Cheirocratidae. De wetenschappelijke naam van de soort is voor het eerst geldig gepubliceerd in 1972 door J.L. Barnard.